# Tin Matić
Tin Matić (Zagreb, Croacia, 23 de octubre de 1997) es un futbolista croata que juega de delantero en el NK Triglav Kranj de la Segunda Liga de Eslovenia.

## Carrera
Tin Matić inició su carrera deportiva en la categoría alevín del NK Hrvatski Dragovoljac. En 2012 fue traspasado a las categorías inferiores del Dinamo de Zagreb, uno de los clubes más laureados de la Prva HNL, ascendiendo hasta la sección sub-19. En 2016 fichó por el Legia de Varsovia, jugando en la cantera para posteriormente ser cedido al Zagłębie Sosnowiec. En 2017 es nuevamente cedido, esta vez a Eslovaquia, jugando en el MFK Zemplín Michalovce y debutando en liga el 19 de agosto frente al AS Trenčín. Su última cesión sería al NK Zadar de la Segunda Liga de Croacia, regresando en verano de 2019 a Polonia para rescindir definitivamente su contrato con el Legia el 1 de julio de ese mismo año. El 14 de febrero de 2020 se anunciaría su fichaje al Nogometni Klub Hrvatski Dragovoljac de la Segunda Liga de Croacia llegando como agente libre. Concluido su contrato, pasa a jugar en la Segunda Liga de Eslovenia, firmando por el ND Bilje y posteriormente por el NK Triglav Kranj.